# Funiculaire dos Guindais

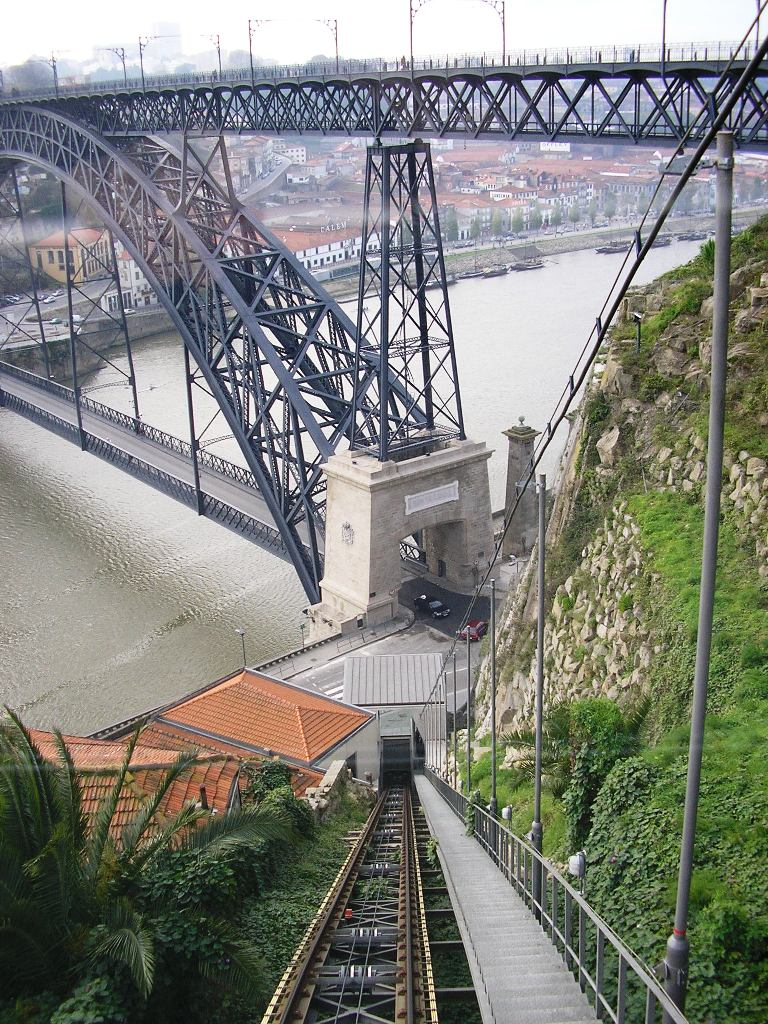
Descente en Funiculaire dos Guindais

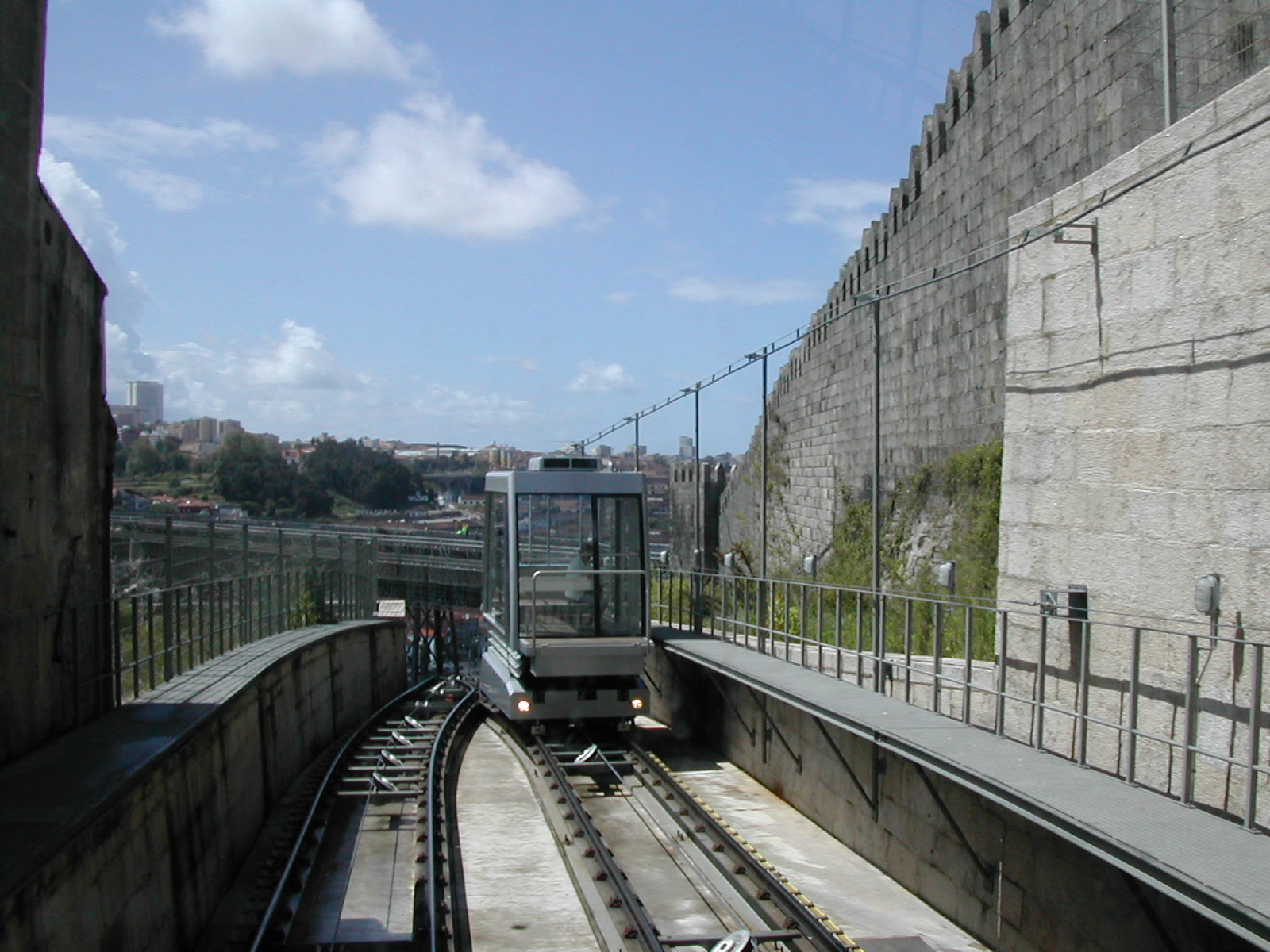
Cabine du funiculaire. En arrière-plan, le mur Fernandina de Porto

Le funiculaire dos Guindais est un chemin de fer léger situé dans la ville de Porto, au Portugal. Il relie Batalha (Rua Augusto Rosa) à Ribeira (Av. Gustave Eiffel), surmontant une brusque dénivelée.

## Histoire

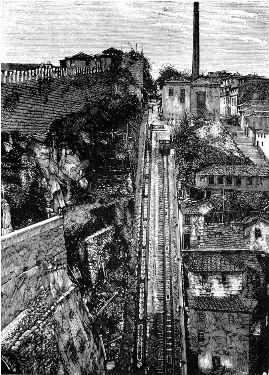
Funiculaire original, 1891-1893

### Funiculaire de 1891
Le funiculaire d'origine, conçu par Raul Mesnier a ouvert le 4 juin 1891, et fermé deux ans plus tard en raison d'un grave accident le 5 juin 1893. Il a été entièrement repensé par le même ingénieur, pour tenter de le remettre en service, ce qui n'est jamais arrivé.
Dans le cadre de l'opération de réhabilitation urbaine Porto 2001, son remplacement a été proposé et un nouveau funiculaire a été projeté au même endroit. De l'équipement et du système d'origine, il ne reste que le bâtiment primitif de la salle des machines, ayant subi des modifications en vue des utilisations actuelles.

### Funiculaire de 2001
Dans le cadre de l'opération de réhabilitation urbaine Porto 2001, un nouveau funiculaire a été conçu au même endroit où un transport éphémère de ce type avait déjà existé (1891-1893). Ainsi, un siècle plus tard, un funiculaire moderne a ouvert le 19 février 2004. En octobre 2013, il avait déjà transporté environ 3,7 millions de passagers.
Il a été géré par Metro do Porto jusqu'en 2020 : après avoir fermé le 8 avril en raison de la pandémie de Covid-19, le funiculaire dos Guindais a rouvert le 15 mai, désormais dans le cadre d'une nouvelle concession de la mairie de Porto, qui également comprend l'Elevador da Ribeira.

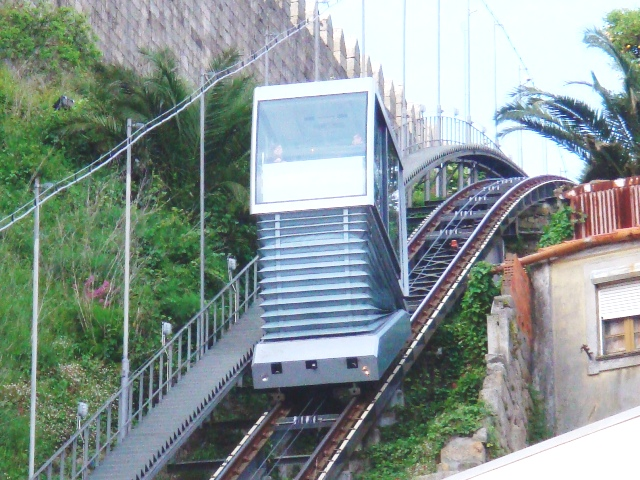
Aspect d'une des voitures, avec le soufflet ouvert

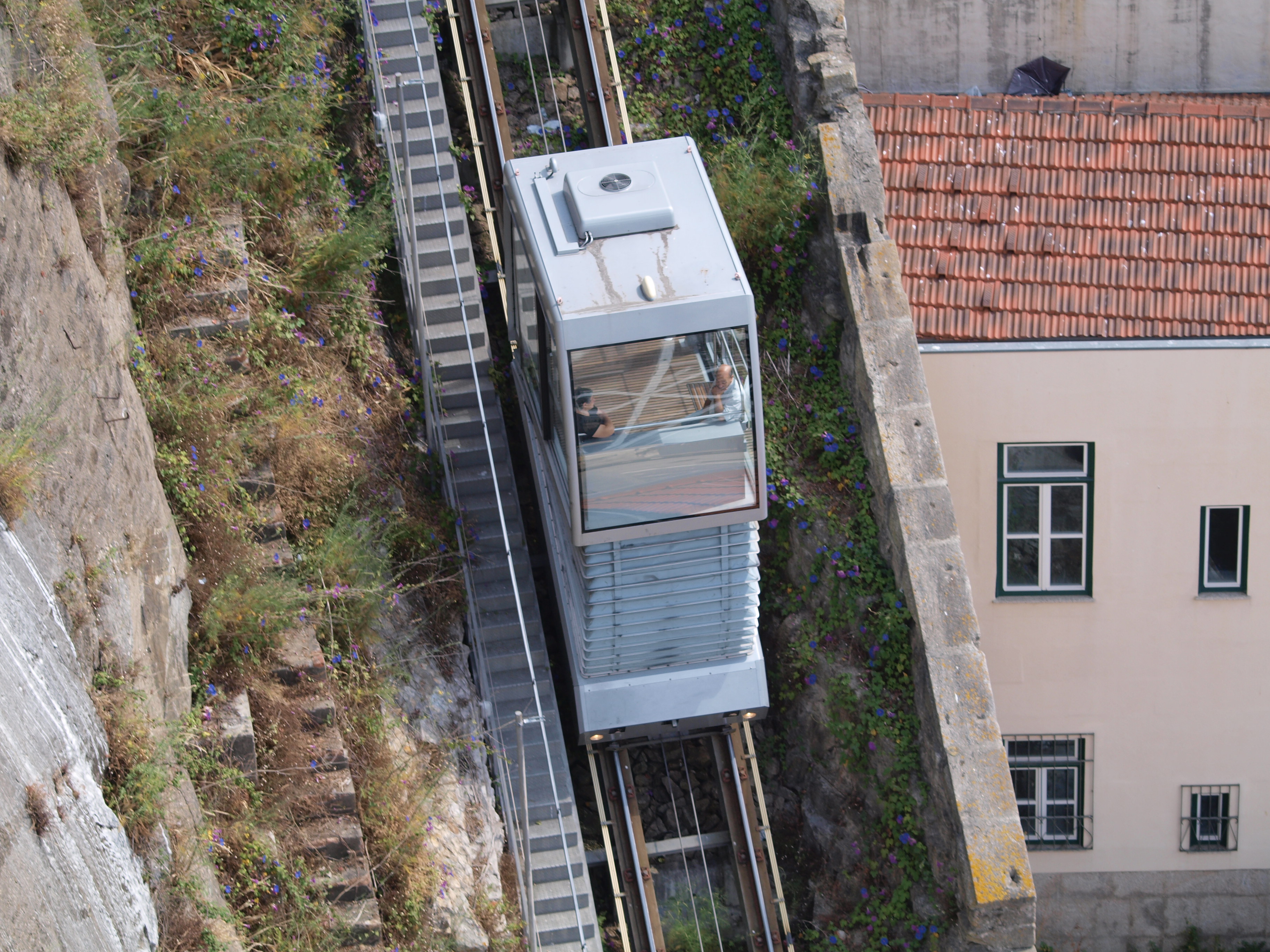
Une des voitures vue d'en haut

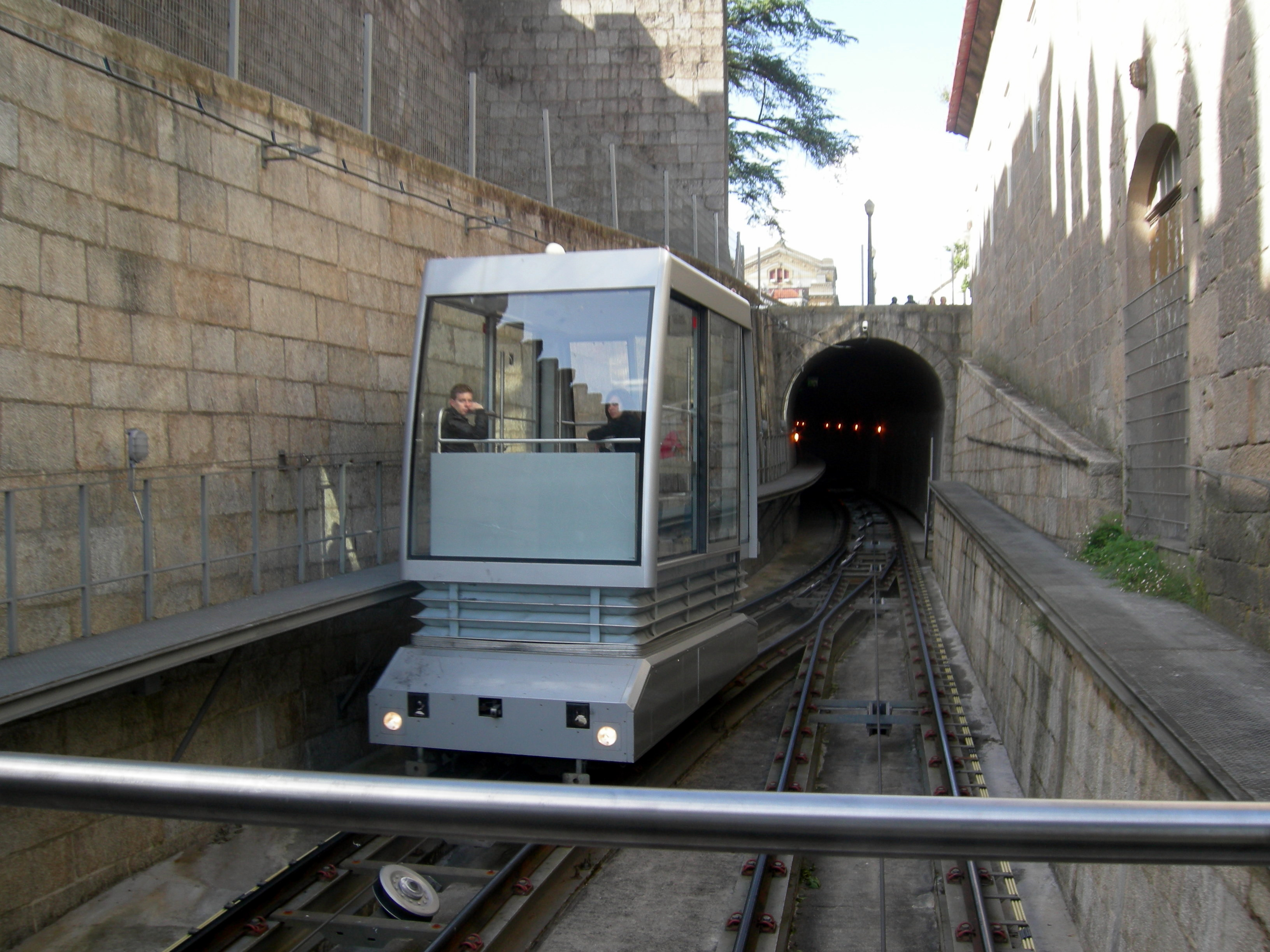
Entrée du tronçon de tunnel

## Caractéristiques
- Distance : 281 m (90 m en tunnel)
- Profondeur : 61 mètres
- Pente
  - moyenne : 20%
  - maximale : 55 % [4]
- Temps de trajet : 2,5 min[4],[5].
- Vitesse moyenne : 2,5 m/s
- Nombre de passagers par cabine : 25